# Kang el Conquistador
Kang el Conquistador (Nathaniel Richards) es un supervillano ficticio que aparece en los cómics estadounidenses publicados por Marvel Comics. Creado por Stan Lee y Jack Kirby, el personaje apareció por primera vez en Fantastic Four #19 (octubre de 1963). El es representado con mayor frecuencia como un oponente de Los Vengadores, Los 4 Fantásticos, X-Men y a veces se une a los Seis Siniestros para atrapar al Hombre Araña. Una entidad que viaja en el tiempo y descendiente del científico del mismo nombre, varias versiones alternativas de Kang han aparecido en los títulos de Marvel Comics a lo largo de los años, incluidos sus respectivos yos heroicos futuros y pasados, Faraón Rama-Tut, Immortus, Centurión Escarlata, Victorex Prime, Victor Timely, Iron Lad, Chronomonitor #616 y Grifo Qeng. Otros personajes que asumirán el título de "Kang" incluyen a los hijos de Kang, Marcus y Ahura Boltagon, sus esposas Ravonna, Mantis y Nebula, así como versiones alternativas de Sue Storm y Kamala Khan. En 2009, Kang fue clasificado como el 65.º villano de cómics más peligroso de todos los tiempos por IGN.
Kang ha sido descrito como uno de los villanos más notables y poderosos de Marvel.
Kang ha aparecido en los medios de comunicación en televisión animada y videojuegos. Hizo su debut en Ant-Man and the Wasp: Quantumania (2023) en el Universo cinematográfico de Marvel, interpretado por Jonathan Majors; también interpretó versiones alternativas como «He Who Remains» en el episodio «Eternamente siempre» de Loki, y Victor Timely en la segunda temporada de la serie. El actor repetiría sus roles en Avengers: The Kang Dynasty (2026) y Avengers: Secret Wars (2027), sin embargo, terminó despedido en diciembre de 2023 tras ser arrestado y declarado culpable de Violencia doméstica.

## Historial de publicaciones
Kang aparece por primera vez en The Avengers # 8 (septiembre de 1964), y fue creado por el escritor Stan Lee y el artista Jack Kirby.

## Historia

### Pre-Kang
Nathaniel Richards, un erudito del siglo 30 y posible descendiente de Reed Richards y del Doctor Doom, queda fascinado con la historia y descubre la tecnología del viaje en el tiempo creada por Victor von Doom. Richards viaja en el tiempo al antiguo Egipto a bordo de una nave estelar en forma de esfinge y se convierte en el faraón Rama-Tut, con planes de reclamar a En Sabah Nur, el mutante destinado a convertirse en Apocalipsis, como su heredero. El reinado de Rama-Tut es interrumpido cuando es derrotado por los Cuatro Fantásticos desplazados en el tiempo. Un amargado Richards viaja hacia el siglo XX, donde se encuentra con el Doctor Doom, quien cree que podría ser su antepasado. Más tarde diseña una armadura basada en Doom y, llamándose a sí mismo el Centurión Escarlata, enfrenta al equipo de Vengadores contra contrapartes de la realidad alternativa. Él planea deshacerse de todos ellos, pero los Vengadores logran forzarlo de la línea de tiempo.
Richards intenta regresar al siglo 31, pero se excede en mil años, descubriendo una Tierra devastada por la guerra que usa armas avanzadas que ya no entienden. Le resulta sencillo conquistar el planeta, expandir su dominio por toda la galaxia y reinventarse a sí mismo como Kang el Conquistador. Pero este mundo futuro está muriendo, por lo que decide tomar el control de una Tierra anterior, más fértil.

### Las primeras apariciones y Ravonna
En la primera incursión de Richards en el siglo XX bajo la identidad Kang, conoce y lucha contra los Vengadores, capturando a todos menos Avispa y Rick Jones, e informa al mundo que tienen 24 horas para rendirse a él. Jones y algunos amigos pretenden que quieren ayudar a Kang, pero lo traicionan una vez que obtienen acceso a su nave, y los Vengadores son liberados. En un intento por detenerlos, Kang libera radiación de la que son inmunes solo los seres de su tiempo, pero Thor usa su martillo para absorber los rayos y enviarlos de vuelta al caudillo, por lo que incluso él no puede resistirlo, y se ve obligado a escapar. Más tarde intenta derrotar a los Vengadores usando un robot Spider-Man, pero el verdadero Spider-Man lo destruye.
En su propio tiempo, Kang se enamora de la princesa de uno de sus reinos, Ravonna, que no le devuelve sus sentimientos. En un intento de demostrar su poder, secuestra a los Vengadores y, después de varios intentos de fuga de su parte, los somete a ellos y al reino rebelde con la ayuda de su ejército. Cuando Kang se rehúsa a ejecutar a Ravonna, sus comandantes se rebelan y él libera a los Vengadores para luchar con él contra ellos. Los vencen con éxito, pero no antes de que Ravonna sea mortalmente herida cuando salta frente a una explosión destinada a Kang, dándose cuenta de que lo ama después de todo. Kang devuelve a los Vengadores a su presente. y coloca el cuerpo de Ravonna en estasis.
Con la esperanza de devolverle la vida a su amor, Kang entra en una apuesta con el Gran Maestro de la entidad cósmica, usando a los Vengadores como peones en un juego que, de ser ganado, puede otorgarle temporalmente poder sobre la vida y la muerte. La primera ronda termina en punto muerto cuando un Caballero Negro inconsciente interviene y evita una clara victoria de los Vengadores, aunque el equipo definitivamente gana la segunda ronda. Debido al estancamiento de la primera ronda, Kang no se gana el poder de la vida y la muerte, sino que se ve obligado a elegir. Él selecciona el poder de la muerte sobre los Vengadores, pero es detenido por el Caballero Negro, quien, al no ser un Vengador en ese momento, no se ve afectado.

### La Virgen Celestial
Algún tiempo después, Kang reaparece en la Mansión de los Vengadores buscando a la "Madona Celestial", que resulta ser Mantis, que desea casarse con ella, ya que aparentemente está destinada a tener un hijo poderoso. Los héroes son ayudados por una versión futura de Kang, quien, cansado de la conquista, había regresado al antiguo Egipto y su identidad de Rama-Tut, gobernando benevolentemente durante diez años antes de colocarse en animación suspendida para revivir en el siglo XX, deseando aconsejar y cambiar su yo más joven. Mientras que Kang se frustra con éxito, Rama-Tut no puede evitar la muerte accidental del Vengador, el Espadachín. Durante una aventura en el Limbo, se revela que Immortus es la encarnación futura de Kang y Rama-Tut.
Mientras intenta viajar al tiempo de las Cruzadas, Hawkeye accidentalmente se encuentra con Kang, enviando ambos al Viejo Oeste. El caudillo comienza a desarrollar una fortaleza para conquistar el siglo XIX, y así también conquistar el presente. Ayudado esta vez por Immortus, los Vengadores, con un poco de ayuda de Dos Pistolas Kid, confrontan a Kang. Mientras intenta reunir la fuerza para derrotar a Thor, Kang sobrecarga su armadura y se destruye a sí mismo, aparentemente borrando la existencia de Immortus y Rama-Tut.

### Prime Kang y la creación de Kangs alternativos
Años después, el Beyonder arranca a un Kang viviente de la corriente temporal para participar del lado de los villanos en la primera de Secret Wars. Poco después, se revela que, aunque Kang había muerto, su constante viaje en el tiempo había creado una cantidad de Kang alternativos. El Kang para descubrir esto se había sentido atraído por Limbo después de que su vehículo de viaje en el tiempo fuera destruido por Thor. Encontrando los restos de Immortus dentro de su fortaleza, Kang asume que el "Señor del Tiempo" ha fallecido y descubre las versiones alternativas de él mismo usando dispositivos de visualización que encuentra, aunque no se da cuenta de que Immortus es también una versión de sí mismo. En un momento, él lleva a Ravonna al Limbo desde el momento antes de su muerte, creando involuntariamente una realidad alternativa donde fue asesinado. Decidido a ser el único Kang, se une a dos divergentes particularmente astutos a quienes determina que no puede eliminar fácilmente, y los tres forman un consejo que sistemáticamente destruye las otras versiones alternativas. Él destruye uno de los otros dos Kang, luego trae a los Vengadores como parte de un plan para destruir al otro, aunque Kang finalmente descubre la trama. Este Kang es retrasado por Ravonna, quien le dice que si él realmente la ama no debe matar al primer Kang, pero él la ignora, va detrás de él de todos modos, y es destruido. Inmortus luego revela que fingió su muerte y manipuló todo desde detrás de las escenas. Ahora solo queda el "Prime" Kang, que Immortus engaña para absorber los recuerdos de todos los Kang asesinados, lo que lo vuelve loco. Immortus luego envía a los Vengadores a su propia línea de tiempo.
Se revela que otro Kang sobrevivió y es invitado a unirse al Crosstime Kang Corps (o el "Consejo de Kangs de tiempo cruzado"), que consiste en una amplia gama de Kangs de múltiples líneas de tiempo que buscan un Celestial "Ultimate Weapon". Este Kang llama a sí mismo "Fred" (según sus propias palabras un guiño de humor a Pedro Picapiedra, con un nombre prehistóricos siendo apropiado para un viajero en el tiempo) y tiene un breve encuentro con los Vengadores al intentar detener la mujer pirata espacial, Nebula que está interfiriendo con una línea de tiempo. El Primer Kang, habiéndose recuperado, luego intenta manipular a los Vengadores de un vórtice temporal, y se encuentra con los Cuatro Fantásticos en un intento de capturar a Mantis y usarla para vencer a un Celestial y los otros Kangs, mientras que "Fred" es incinerado por una Antorcha Humana poseído por Nebula durante una batalla posterior con los Cuatro Fantásticos en la corriente temporal.

### Nuevo Imperio
Más tarde, aparece el Primer Kang, captura la Visión y combate tanto a los Vengadores como a un nuevo enemigo, Terminatrix, que se revela como una Ravonna revivida. Kang está gravemente herido cuando intercepta un golpe del martillo de Thor, Mjolnir, que estaba destinado a su antiguo amor, que está angustiado por su sacrificio y se teletransporta con él. Terminatrix coloca a Prime Kang en estasis para sanar sus heridas y asume el control de su imperio. Sin embargo, ella encuentra que el imperio es atacado por un ser crónico llamado Alioth, y se ve obligado a convocar a los Vengadores para ayudar. Ella resucita a Kang, quien ayuda a los Vengadores a derrotar a Alioth, pero no antes de permitir que la entidad mate a todo el Crosstime Kang Corps.
En Avengers Forever, Kang ayuda a los Vengadores y Rick Jones contra otro esquema implementado por Immortus, que busca rechazar su destino para convertirse en él. Cuando Immortus traiciona a sus amos, los Guardianes del Tiempo, lo matan e intentan convertir a Kang en Immortus. En cambio, hacen que Immortus se separe de Kang, y Kang los destruye. Luego se regocija de que está libre de Immortus, ya que ahora se ha convertido técnicamente en él sin dejar de ser él mismo. Después de algunos meses, Kang se embarca en un ambicioso plan para conquistar la Tierra, esta vez ayudado por su hijo Marcus, quien usa el alias "Centurión Escarlata". Kang promete a cualquiera que lo ayude en la Tierra un lugar en su nuevo orden, que pone a las defensas de la Tierra y los Vengadores bajo tensión mientras luchan contra villano tras villano. Luego toma el control de los sistemas de defensa de la Tierra y obliga a rendirse después de destruir a Washington D. C., matando a millones. Los Vengadores continúan luchando contra las fuerzas del nuevo imperio de Kang, y el Capitán América eventualmente lo derrota en combate personal. Aunque encarcelado, Kang es liberado por su hijo, que se revela como el único de una serie de clones, y mata al clon Marcus (traicionó a Kang) antes de retirarse de la Tierra.
Kang viaja el multiverso y recluta a Stryfe, Tierra-X Venom (May "Mayday" Parker), Doom 2099, Iron Man 2020, Ahab, Magistrado Braddock y Abominación Deathlok para salvar el multiverso y posiblemente restaurar los universos que tienen ya ha sido borrado. Él aparece a los miembros restantes del Escuadrón de la Unidad de los Vengadores después de que la Tierra ha sido destruida por un Celestial dejando solo a los mutantes, ofreciéndoles ayudarlos a salvar la Tierra proyectando sus mentes de vuelta a sus yoes pasados para que puedan derrotar al Celestial atacó la Tierra, pero posteriormente intenta robar su poder para sí mismo, requiriendo Sunfire y Havok para ponerse en riesgo al absorber parte de su energía ellos mismos para que puedan obligarlo a gastar su poder robado.

### Uncanny Inhumans y All-New, All-Different Marvel
Antes de que el rey inhumano Black Bolt destruya la ciudad de Attilan para liberar la niebla Terrigen en todo el mundo, envía a su hijo Ahura a Kang para que lo críe. Black Bolt luego libera una pequeña cantidad de niebla Terrigen para activar la terrigénesis de Ahura y activar su habilidad Inhumana. Mientras Ahura está atravesando el cambio, Black Bolt le pide a Kang que salve a su hijo del final de todas las cosas, lo cual Kang acepta con la condición de que el hijo permanezca permanentemente bajo su cuidado.
Mientras se burla de los esfuerzos de los Inhumanos por encontrar a Ahura, surge otro Kang bajo el alias de "Mister Gryphon", alegando que se ha dividido en varias versiones alternativas de sí mismo como resultado de interrupciones temporales recientes. Con este Kang confinado al presente, monta un asalto masivo contra los Vengadores con la ayuda de Equinox y una Visión reprogramada, con la intención de usar la habilidad de viajar en el tiempo de Mjolnir para regresar a su era, pero es derrotado.
Cuando Vision secuestra al ser infantil de Kang en un intento de vencerlo, este último, dividido en versiones cada vez más divergentes de sí mismo por el estado fracturado del tiempo, toma represalias atacando a varios Vengadores en sus estados infantiles. Una posible versión futura de Kang salva a los Vengadores clave del ataque de su auto pasado llevándolos al Limbo hasta que Hércules adquiere un amuleto de un antiguo Destino que lo protege del asalto de Kang. Durante una batalla dentro de un templo en Vietnam Avispa va a colocar al bebé Kang donde pertenece. Kang es derrotado posteriormente.
Durante la historia de "Infinity Countdown", Kang el Conquistador adquiere conocimiento de la calamidad que vendría si las Gemas del Infinito se reunieran nuevamente en el mismo lugar. Para evitar que esto ocurra, secuestra a Adam Warlock, lo convence de ayudar a asegurar la gema del alma a cambio de la gema del tiempo, y lo envía a tiempo para recibir el consejo de la contraparte de Kang Rama-Tut.

## Variaciones
Hay diferentes variaciones de Kang el Conquistador:

### Faraón Rama-Tut
Faraón Rama-Tut era el alias original de Kang cuando gobernaba el antiguo Egipto. Más tarde, se jubila como Kang y regresa a la identidad del faraón Rama-Tut, y ayuda a los Vengadores a derrotar a su yo pasado cuando intenta capturar a la "Madonna Celestial". Casi se rinde al destino para convertirse en Immortus, pero cambia de opinión y regresa a la identidad Kang cuando descubre que Immortus es un peón de seres llamados los Guardianes del Tiempo.

### Immortus
Immortus es una versión alternativa de Kang que reside en Limbo. Kang estaba destinado a convertirse en él hasta el último número de la serie Avengers Forever, en la que los seres poderosos llamados Guardianes del Tiempo separan involuntariamente a los primeros de los últimos.

### Iron Lad
Iron Lad es una versión adolescente de Kang que supo de su yo futuro cuando Kang trató de evitar una hospitalización infantil. Intentando escapar de su destino, el adolescente se roba la armadura avanzada de su futuro y viaja al pasado, formando los Jóvenes Vengadores para ayudarlo a detener a Kang. Cuando su intento de rechazar su destino resulta en la muerte de Kang, la destrucción resultante causada por los cambios en la historia obliga a Iron Lad a regresar a su tiempo y deshacer el daño al convertirse en Kang.

### Victor Timely
Una versión divergente de Kang que se establece en una pequeña y tranquila ciudad llamada Timely, Wisconsin en 1901 para que sirva como base en el siglo XX, donde ocasionalmente reside como alcalde Victor Timely. Haciéndose pasar por su propio hijo Victor Timely Jr., desarrolla un interés en un graduado universitario visitante llamado Phineas Horton, brindándole al joven ideas que eventualmente lo llevaron a crear a la Antorcha humana.

### Centurión Escarlata
Numerosas versiones de Kang han asumido este alias:
- Nathaniel Richards II, en una identidad de una sola vez que asumió después de ser el faraón Rama-Tut pero antes de convertirse en Kang.[44]
- Marcus Kang alias Marcus XXIII, el hijo de Kang el Conquistador que estuvo activo durante Avengers Forever.[45]
- Una versión de Kang que siguió siendo el Centurión Escarlata y conquistó el universo alternativo Tierra-712.[46]

### Chronomonitor #616
Chronomonitor #616 es una variación de Kang el Conquistador que trabaja para la Autoridad de Variación Temporal (AVT), incluido en la organización en su primer intento de viajar en el tiempo. Un renegado de la organización, es despojado de su poder después de interferir con la historia para beneficio personal como parte de una crisis de la mediana edad, antes de escapar de la custodia y matar y reemplazar una versión de sí mismo como Rama-Tut. Finalmente, 616 queda atrapado en un bucle de tiempo por la AVT, jurando vengarse de ellos y de los Cuatro Fantásticos.

### Mister Gryphon
Mister Gryphon es una versión de Kang el Conquistador que se limita al presente. Es un hombre de negocios y el CEO de Qeng Enterprises.

### Crosstime Kang Corps
Numerosas versiones/sucesores de Kang forman los miembros de esta organización, también conocida como el Consejo de Cross-Time Kangs:
- Frederick "Fred" Kang, quien se nombró a sí mismo por el personaje de dibujos animados Pedro Picapiedra.[24] Él es luego incinerado por una Antorcha Humana poseída por Nebula.
- 'Kang Nebula', una variante de la pirata espacial del mismo nombre, que sucedió al reino de Kang en su línea de tiempo.
- Kang Kong, una versión de Kang de una dimensión ocupada por simios superinteligentes (más tarde establecida retroactivamente como el universo Marvel Apes), nombrada en referencia a King Kong.

## Poderes y habilidades
Kang no tiene habilidades sobrehumanas, pero es un genio extraordinario, un erudito histórico experto y un físico maestro (especializado en viajes en el tiempo), ingeniero y técnico. Está armado con tecnología del siglo 40, vistiendo una armadura de batalla muy avanzada que mejora su fuerza; es capaz de proyectar energía, hologramas y campos de fuerza; tiene un suministro de 30 días de aire y comida, y es capaz de controlar otras formas de tecnología. Cortesía de su " nave del tiempo ", Kang tiene acceso a la tecnología de cualquier siglo, y una vez afirmó que su nave podría destruir la Luna. También es mucho más resistente a la radiación que los humanos del presente.
Como Rama-Tut, usó una pistola de rayos "ultradiodo" que fue capaz de socavar las voluntades de los seres humanos. En una frecuencia alta, es capaz de debilitar seres sobrehumanos y prevenir el uso de sus superpoderes. Pueden liberarse de sus efectos si les disparan el arma por segunda vez.

## Otras versiones

### Spider-Ham
La realidad de Spider-Ham contiene un canguro llamado Kangaroo el Conquistador.

### X-Men / Star Trek
En los X-Men / Star Trek de cruce segundo contacto, una versión alternativa de Kang interrumpe una serie de líneas de tiempo antes de ser derrotado por el esfuerzo combinado de los mutantes de X-Men y la tripulación del Enterprise. Sus ganchos de tiempo, que los dos grupos usan para viajar en el tiempo, luego atraen a los X-Men a la línea de tiempo de la Enterprise cuando el gancho de la Enterprise queda expuesto a partículas verteron. Esto crea un enlace al otro gancho, ya que Nightcrawler se infunde de manera similar con partículas verteron cuando se teletransporta.

### Heroes Reborn
En el universo de Heroes Reborn creado por Franklin Richards, Kang y su amante Mantis viajan a la era moderna para luchar contra los grandes héroes de todos los tiempos, los Vengadores recién formados. Él desea derrotarlos por completo como muestra de su amor. El asalto de Kang a la Isla de los Vengadores lleva a la captura de todos los Vengadores, con Kang tomando el martillo de Thor, el escudo del Capitán América, las espadas del Espadachín, el arco y las flechas de Hawkeye y la Visión como sus trofeos. Sin embargo, Thor se libera a sí mismo y a sus compañeros Vengadores y fácilmente supera a Kang en una revancha, lo que obliga al villano a huir de la escena después de expulsar la Visión gravemente dañada de su nave.
Kang y Mantis se esconden en Perú, donde planean su venganza contra los Vengadores. Esta trama nunca llegaría a buen término, ya que Loki absorbe a los dos en su intento por apoderarse de la Tierra. Loki finalmente es derrotado, y aunque muchos de los súper seres que él absorbió se ven activos después de la batalla, el destino final de Kang no se representa.

### Ultimate Marvel
Una versión femenina de Kang aparece en el Ultimate Marvel, afirmando que tiene un plan para evitar la destrucción de la Tierra. Ella recluta a Quicksilver, Hulk y Reed Richards como parte de un plan para robar los Guanteletes Infinitos, y destruye el Triskelion en el proceso. Kang finalmente revela que ella es Sue Storm.

### Escuadrón Supremo
Se describe una versión alternativa de Kang que conservaba la identidad de "Centurión Escarlata" como haber asumido el futuro del universo del Escuadrón Supremo.

### Spider-Geddon
Spider-Geddon, una secuela de la historia de Spider-Verse, presenta una versión de Kang llamada Kang el Conglomerador, un empresario del año 2099 que quiere llevar a Spider-Punk al futuro para tomar el control de su franquicia debido a su comercialización. Spider-Punk lucha contra Kang junto con el Capitán Anarchy y Hulk. Kang es derrotado y desaparece, pero no sin antes mencionar que Spider-Punk morirá joven, mientras que el Capitán Anarchy morirá como un anciano.

## Curiosidades
En el disco Unidad de desplazamiento (2000) de la banda española Los Planetas se hace referencia a Kang y a un enfrentamiento con la Antorcha Humana en la canción "Que no sea Kang, por favor".

## En otros medios

### Televisión
- El personaje Rama-Tut como Kang, cuenta en Los Cuatro Fantásticos 1967, episodio "Rama-Tut", con la voz de Mike Road.
- Kang (en la persona de Immortus) aparece en un cameo en X-Men: la serie animada, episodio "Más allá del bien y del mal", en 4 partes.
- Kang aparece en The Avengers: Todos unidos episodio "Kang", con la voz de Ken Kramer.
- El personaje Rama-Tut de Kang tiene un cameo en X-Men: Evolution, tercera temporada como parte de los orígenes de Apocalipsis.
- Kang aparece en The Avengers: Earth's Mightiest Heroes, expresado por Jonathan Adams:[56]
  - En la primera temporada, el episodio, "Conoce al Capitán América", cuando viaja al conocer la vida del Capitán América y como su era está siendo borrada de la existencia, en el episodio, "El hombre que robó la Mañana", se da cuenta de que el Capitán América está conectado a un evento que dejará a la Tierra devastada y desea eliminarlo de la faz de la Tierra, pero los Vengadores lo impidieron, en el episodio, "Kang el Conquistador", cuando ellos le negaron al eliminar al Capitán América, envía muchas flotas para invadir la Tierra, en el episodio, "La dinastía Kang", Kang intenta apropiarse del presente, con la esperanza de salvar a la Tierra, pero es capturado por los Vengadores y encarcelado.
  - En la segunda temporada, el episodio, "Bienvenidos al Imperio Kree", Kang les dijo sobre la advertencia al llegar los Kree y "Nuevos Vengadores", Kang se enfrenta a los Vengadores y usa la máquina de Stark en su intento en la conquista del mundo después de haber atrapado a los Vengadores originales en un vacío temporal. Pero se confirmó de un nuevo equipo formado por Spider-Man, Luke Cage, Puño de Hierro, La Mole, War Machine y Wolverine se enfrentan a Kang. Al distraerlo, Spider-Man se las arregla para desactivar la máquina del tiempo de Kang (antes de darse cuenta). Una vez que los Vengadores fueron liberados desde el vacío temporal, que ayudaron a los Nuevos Vengadores para repeler a Kang, que es enviado a un tiempo desconocido sin saber nada de él.
- Kang aparece en Avengers Assemble,[57] con la voz de Steven Blum:[58]
  - En la tercera temporada como Avengers: Ultron Revolution, el episodio 12, "El Conquistador", cuando Iron Man termina accidentalmente en su tiempo durante la lucha de los Vengadores contra A.I.M., Iron Man tuvo una breve lucha contra Kang el Conquistador antes de que terminen en el tiempo de Iron Man. Kang el Conquistador encuentra que AIM ha tenido su tecnología y toma el control de los agentes de A.I.M. presentes antes de desaparecer. Kang el Conquistador más tarde regresó con su nave, la espada de Damocles contra los Vengadores, trabajado para prevenir a Damocles de disparar un cañón de mega que aniquilaría a Manhattan. A pesar de que los Vengadores desactivan el cañón, Kang el Conquistador toma su nave Damocles de nuevo al siglo 30, junto con la mayor parte de los Vengadores, excepto a Thor. En el episodio 13, "En el Futuro", los Vengadores llegan al futuro gobernado por Kang, enviando robots para atacarlos con el anciano Thor y los rebeldes, usando la tecnología de Stark para gobernar otros mundos, en la lucha con el Capitán América son arrastrados hacia un portal al llegar a la Segunda Guerra Mundial, luego llegan al período Jurásico donde huyen de un T-Rex. hasta que el Capitán América lo deja ahí, pero Kang tiene todo el tiempo del mundo para regresar.
  - En la cuarta temporada como Avengers: Secret Wars, en el episodio de dos partes "No Más Vengadores", Kang aparece como miembro de la segunda encarnación de la Camarilla, que también consta de Líder, Encantadora, Skurge y Arnim Zola donde ayudan al Líder en su parcela para construir el expansor estático con el robo del prototipo del reactor ARK y Vibranium del consulado de Wakanda con el fin de dispersar a los Vengadores a través del tiempo y el espacio. En el episodio, "Kang Presente y Futuro", Kang domino la Tierra en el futuro y tiene a Falcon, quién es su sirviente al tenerlo en su control, hasta en la batalla es derrotado por Visión y Avispa, quienes fueron a salvar a Falcon y con la ayuda del futuro Hulk Rojo. En un episodio especial de "Resolución de Año Nuevo", Kang envía al futuro a Peggy Carter y Howard Stark al presente, a quién quiere eliminar junto con su hijo Tony Stark, para eliminar a un descendiente de Stark, llamado Iron Man 2020. Pero cuando sabe que el Capitán América y Iron Man los envían al pasado, llega para destruirlos pero es intervenido por Iron Man 2020, llevándolo al futuro.

### Universo cinematográfico de Marvel
Jonathan Majors retrató a variantes de Kang el Conquistador en medios de acción en vivo ambientados en Universo cinematográfico de Marvel:
- Una versión alternativa del personaje conocido como «He Who Remains» / Aquel Que Permanece / El Que Permanece,[nota 1] un personaje compuesto basado en Immortus de los cómics, aparece en el episodio de la serie de Disney+, Loki, «Eternamente siempre».[59] Afirma que era originalmente un científico del siglo 31 que creó la Autoridad de Variación Temporal (TVA) para evitar que variantes villanas de él mismo destruyeran la línea de tiempo, así como para evitar que ocurriera una guerra multiversal.[60] Describiéndolo como un "sociópata muy carismático", el creador de la serie Michael Waldron trabajó "para dejar mucha carne en el hueso en cuanto a lo malvado que podría ser", ya que gran parte de su personaje está tratando de convencer a los demás de que sus variantes son peores que él.[61]
- Kang el Conquistador aparece en la película Ant-Man and the Wasp: Quantumania (2023).[62] Esta versión era un viajero multiversal del futuro que conquistó muchos mundos, mató a varios Vengadores y otros héroes, y fue exiliado por el Consejo de Kangs al Reino Cuántico por intentar apoderarse del multiverso, que él cree que está muriendo debido a su variantes. En 1987, conoció a Janet van Dyne después de que esta última quedara varada en el Reino Cuántico y prometiera llevarla de regreso a cambio de su ayuda para reparar el núcleo de energía de su nave. Después de años de intentos fallidos, lo vuelven a encender con éxito, pero ella se entera de sus verdaderas intenciones y usa sus partículas Pym para destruir el núcleo, atrapándolos a ambos en el Reino Cuántico hasta que su familia la rescata en 2018 durante los eventos de Ant-Man and the Wasp. A pesar de esto, Kang conquista el Reino Cuántico, construye un nuevo imperio y recluta a Darren Cross en sus filas. En el presente, después de que Janet, Hank Pym, su hija Hope van Dyne, Scott Lang y su hija Cassie son transportados accidentalmente al reino y separados, Kang captura a los Lang y obliga a Scott a ayudarlo o matará a Cassie. Sin embargo, Cassie instiga una rebelión y ayuda a sus aliados a escapar antes de que Scott mate a Kang en la batalla. Posteriormente, el Consejo de Kangs, formado por las variantes llamadas Rama-Tut, Immortus y el Centurión Escarlata, entre otras variantes, aparecen y discuten sobre la supuesta muerte de su variante exiliada, el Conquistador y sobre el creciente interés de los héroes de la Tierra-616 en el multiverso y planean su eventual levantamiento antes de que estos héroes arruinen todo lo que han logrado crear. En los poscréditos, Loki y Mobius M. Mobius ven la variante de Kang llamada Victor Timely en la década de 1920.
- Majors volvería a interpretar su papel de Kang en Avengers: The Kang Dynasty (2026),[63] y en Avengers: Secret Wars (2027).[64]Sin embargo, el 18 de diciembre de 2023, fue despedido del MCU tras ser declarado culpable de agresión, dejando el futuro del personaje en estado indefinido. [65]

### Videojuegos
- Kang aparece como jefe y personaje jugable desbloqueable en el juego de Facebook Marvel: Avengers Alliance.
- Kang aparece como jefe y antagonista en Kabam's Marvel: Contest of Champions.
- Kang aparece como un jefe y un personaje jugable en Lego Marvel Super Heroes 2,[66] expresado por Peter Serafinowicz.[67] Captura ubicaciones específicas en el tiempo y el espacio para formar Chronopolis, y engaña a los Vengadores para que derroten a Hombre Cosa para que pueda bombardear el Nexus of All Realities. Durante la batalla final, el Capitán América derrota a Kang, y Ravonna usa su cristal de tiempo para hacerle retroceder a un bebé. En los créditos posteriores, se ve a un Kang anciano con Ravonna, Cosmo el Perro espacial, Hombre Cosa y la Inteligencia Suprema cuando aparecen en Manhattan para advertir al Capitán América, al Capitán Marvel y Iron Man de una nueva amenaza.

### Música
- La banda Ookla the Mok le dedicó una canción a Kang en su álbum de 2013 "Vs. Evil".[68]
- La banda Los Planetas hace referencia a este supervillano en el tema "Que no sea Kang, por favor" del álbum "Unidad de desplazamiento".